# Séminaire théologique Fuller
Le Séminaire théologique Fuller (anglais : Fuller Theological Seminary) est un institut de théologie évangélique interconfessionnel à Pasadena, Californie, aux États-Unis. L'école offre des formations de théologie évangélique.

## Histoire
L'école est fondée par le pasteur baptiste Charles E. Fuller et le pasteur congrégationaliste Harold Ockenga à Pasadena en 1947. Leur objectif était de réformer les positions anti-intellectuelles du courant fondamentalisme chrétien majoritaire à cette époque.  L’école a eu une influence considérable dans le mouvement néo-évangélique et la théologie modérée. Des théologiens évangéliques du séminaire ont défendu l'importance chrétienne du militantisme social. Elle a ouvert huit campus dans le pays. En 2019, l’école arrivait en 4e position des séminaires évangéliques aux États-Unis pour le nombre d’inscriptions avec 1,257 étudiants à plein temps.
Pour l'année 2021-2022, elle comptait 2,191 étudiants.

## Programmes
L’école offre des programmes en théologie évangélique, dont des baccalauréats, masters et des doctorats .  

## Partenaires
L’école est interconfessionnelle et a ainsi diverses confessions évangéliques partenaires  .